# Kirchenpaueria moneroni
Kirchenpaueria moneroni is een hydroïdpoliep uit de familie Kirchenpaueriidae. De poliep komt uit het geslacht Kirchenpaueria. Kirchenpaueria moneroni werd in 1960 voor het eerst wetenschappelijk beschreven door Naumov. 